# NK Strijelac Banova Jaruga
NK Strijelac je nogometni klub iz Banove Jaruge. 
Trenutačno se natječe u 3. ŽNL SMŽ - NS Kutina.
Klub ima seniorski, juniorski i pionirski sastav. Danas djeluje tri pogona igrača.